# 柳絮飛
柳絮飛（英語：Lau Sui Fei，1981年7月3日—），香港退役女子乒乓球運動員，右手直板弧圈球打法。

## 生涯
柳絮飛早期在中國大陸訓練乒乓球，1998年與隊友代表中國中學生隊奪得女團冠軍，引起時任香港乒乓球代表隊教練鄭仲賢賞識，其後入籍香港為港隊效力，曾在2004年和2006年協助香港女隊打進世乒賽女團決賽，兩次獲得亞軍。柳絮飛曾參加2004年雅典奧運和2008年北京奧運，個人最好成績為雅典奧運女單16強。
柳絮飛職業生涯曾兩進兩出于香港代表隊。2007年，柳絮飛曾因與男友結婚，向港隊遞交退役申請。一年以後，柳絮飛重返港隊，備戰北京奧運。2011年，柳絮飛最後一次參加世乒賽，卻因球拍被檢查出膠片厚度超標，成績被取消而出局。同年，柳絮飛再度從港隊退役。